# Злов, Юрий Владимирович
Юрий Владимирович Злов (25 августа 1971, Ангарск, Иркутская область) — советский и российский хоккеист, левый нападающий. Мастер спорта России международного класса.

## Клубная карьера
Воспитанник ангарского хоккея, первый тренер — Станислав  Гидрович. Взрослую карьеру начинал в омском «Авангарде» в первой лиге СССР и барнаульском «Моторе» во второй лиге. В 1989 году вернулся в родной город и три сезона выступал во второй лиге за «Ермак», забросив за это время 101 шайбу. В одном из сезонов стал лучшим бомбардиром второй лиги.
В 1992 году получил предложения от клубов высшего дивизиона России — воскресенского «Химика» и тольяттинской «Лады» от тренера Александра Петровича Тычкина. В тот момент предпочёл перейти в «Химик» как в более именитый клуб, однако после не слишком удачного сезона 1992/93 в итоге перешёл в «Ладу». В тольяттинском клубе провёл семь сезонов, за это время становился двукратным чемпионом России (1993/94, 1995/96), двукратным серебряным призёром (1994/95, 1996/97), обладателем (1997) и финалистом (1995) Кубка Европы. В финальном матче Кубка Европы в 1997 году сделал дубль в ворота шведского «МОДО». В сезоне 1996/97 награждён призами «Рыцарь атаки» (за наибольшее количество хет-триков) и «Золотой шлем» (символическая сборная сезона).
В конце карьеры играл в высшем дивизионе за «Салават Юлаев» (Уфа) и в первом дивизионе за московские «Крылья Советов». Серебряный призёр высшей лиги (первый дивизион) сезона 2000/01. Завершил карьеру в 30-летнем возрасте из-за хронической травмы позвоночника.
Всего в высших дивизионах сыграл 295 матчей, в которых набрал 194 очка (91+103). С учётом игр плей-офф забросил более 100 шайб.
В сезоне 1996/97 вызывался в сборную России, сыграл 3 матча на «Кубке Глобена», в которых не набрал очков.
После окончания игровой карьеры много лет работал детским тренером в Тольятти, в школах «Волгарь» и «Лада». Также занимался производством пилорам и цветочным бизнесом.

## Личная жизнь
Женат, сын Павел.